# Katharina Razumovsky

Razumovsky in der Arbeit Beichte (2010)

Katharina Razumovsky (* 6. Oktober 1961 in Frankfurt am Main) ist eine österreichische Künstlerin, Tochter der Journalisten Dorothea Gräfin Razumovsky und Andreas Graf Razumovsky.

## Leben
Razumovsky wuchs auf in Prag, Belgrad und Paris. 1982/83 verbrachte sie ein Jahr auf dem indischen Subkontinent, später folgten mehrmonatige Reisen nach Afrika und Asien. Nach dem Studium der Philosophie an der Ludwig-Maximilians-Universität in München 1991 Promotion bei Dieter Henrich über ein kunstphilosophisches Thema.
1992 bis 1999 Wohnsitz in Moskau, danach bis 2014 als multimediale, bildende Künstlerin in Wien. Von 2014 bis 2018 in Paris, dann bis 2023 auf der Insel La Réunion, einem französischen Übersee-Département im Indischen Ozean. Seit 2023 lebt und arbeitet sie in Paris.

## Ausstellungen (Auswahl)
2021

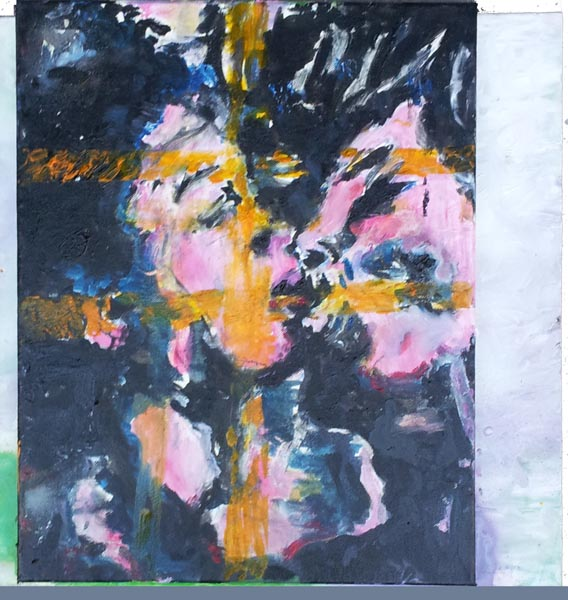
Kuss (Öl auf Leinwand)

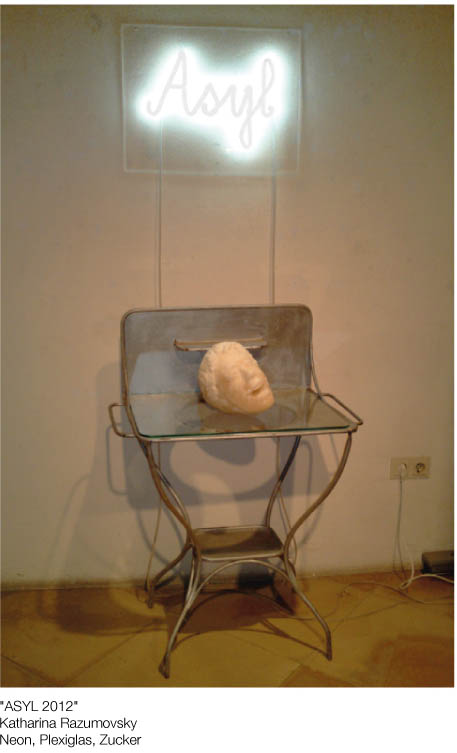
Asyl (Plexiglas, Zucker mit Neon)

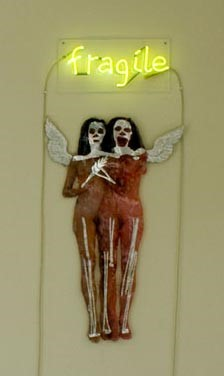
fragile (Engel mit Neon)

- SENSATION, Galerie TÉAT Champ Fleuri[2], Sainte-Clotilde, La Réunion

2018/2019
- Gruppenausstellung OST-WEST-DIALOG, Galerie Julius Hummel[3], Wien

2018
- Dots and Holes, Espace Culturel Albatros[4], Montreuil

2017
- Le bateleur, Espace Culturel Albatros[5], Montreuil
- VIVRE, Espace Culturel Albatros[6], Montreuil

2016
- paysages, Arles-sur-Tech, Pyrénées-Orientales

2015
- baroque, Arles-sur-Tech, Pyrénées-Orientales

2014
- Parallel-Vienna 2014, Wien
- Galerie Julius Hummel[7], Wien
- Kunst und Widerstand, Kulturbrücke Fratres[8], Waldkirchen a.d. Thaya

2013
- Wagner Extase[9], Wien
- Galerie Julius Hummel[10], Wien

2011
- Galerie Julius Hummel[11], Wien
- MASC Foundation[12], Wien

vor 2011
- Salon Planhaus, Wien
- Palais Palffy, Wien
- MUSA Museum auf Abruf, Wien
- Künstlerhaus Wien
- Schloss Riegersburg b. Hardegg, Niederösterreich
- Galerie mel contemporary, Wien (mit Julius Mende)
- Festival inSPIRACJE, Szczecin
- Kunstmesse Art Cologne
- Projektraum Viktor Bucher, Wien
- Museum für Angewandte Kunst, Wien
- Schloss Aichberg, Steiermark
- Kunstmesse VIENNAFAIR
- Museum of Young Art (MOYA), Wien
- Galerie Lang, Wien
- Kunstmesse Art Frankfurt
- Galerie Art Position, Wien
- Galerie LaCandona, Wien
- Kunstraum Rampe, Bielefeld
- International Focom 2000, Moskau
- Galerie Gabriel, Wien
- Junge Akademie, Berlin
- Oberhessisches Museum, Gießen
- Galerie Barbara von Stechow, Frankfurt/Main
- Zentrales Haus der Kunst, Moskau
- Museum Fjodor Dostojewskij, St. Petersburg
- Museum Marina Zwetajewa, Moskau
- Galerie A3, Moskau
- Galerie Sovart, Moskau
- Galerie Promgrafika, Moskau

## Aktionen im öffentlichen Raum
Bei ihren Inszenierungen im öffentlichen Raum sucht Razumovsky Interaktionen mit Passanten und Außenstehenden, die an die Funktionsweise der Familienaufstellung erinnern. Themen wie Anderssein und Ausgrenzung stehen im Mittelpunkt. Die Teilnehmer treten für Minuten aus ihrem Alltag aus und sind mit sich selbst und ihrem Platz in der Welt konfrontiert.
2012
- 1 QUADRATMETER STAAT, Wien[13]

2010
- BEICHTEN 2010, Wien[14]

2009
- WIEN IST VORN, Wien

2008
- ART-STOPP, Wien, Kiew, Belgrad
- SUCHE MANN, Wien

2007
- BLOND, Wien

2006
- KISSEN, Wien

## Filmographie (Auswahl)
- WIEN IST VORN (2009)[15]
- Wie/How (2008)[16]
- SUCHE MANN (2008)[17][18]
- Kleider (2007)[19]
- BLOND (2007)[20]
- KISSEN (2006)[21][22]
- Salat (2005)[23]

## Publikationen
- Katharina Razumovsky-Fasbender: Die ästhetische Rettung der Seinsgewissheit: Untersuchungen zum Geltungsanspruch der „Mimesis“ im Ausgang von Friedrich Hölderlins theoretischen Schriften der neunziger Jahre (= Epistemata: Würzburger wissenschaftliche Schriften, Reihe:  Philosophie, Band 112). Königshausen und Neumann, Würzburg 1992, ISBN 3-88479-672-0 (Dissertation Universität München 1990, 186 Seiten).
- mit Judith Baum (Illustrationen): Final casting, anlässlich der Ausstellung „Final Casting“, Künstlerhaus Wien, herausgegeben von Peter Bogner, Texte von Elisabeth Krimbacher und Thomas Mießgang. Gesellschaft Bildender Künstlerinnen und Künstler Österreichs, Künstlerhaus, Wien 2008, ISBN 978-3-900354-13-8.
- ALETHEIA, Katalog mit Werken von Katharina Razumovsky, Paris 2018, 128 Seiten